# Lycianthes rechingeri
Lycianthes rechingeri là loài thực vật có hoa trong họ Cà. Loài này được (Witasek) Bitter mô tả khoa học đầu tiên năm 1919.